# Oxidosqualencyclasen

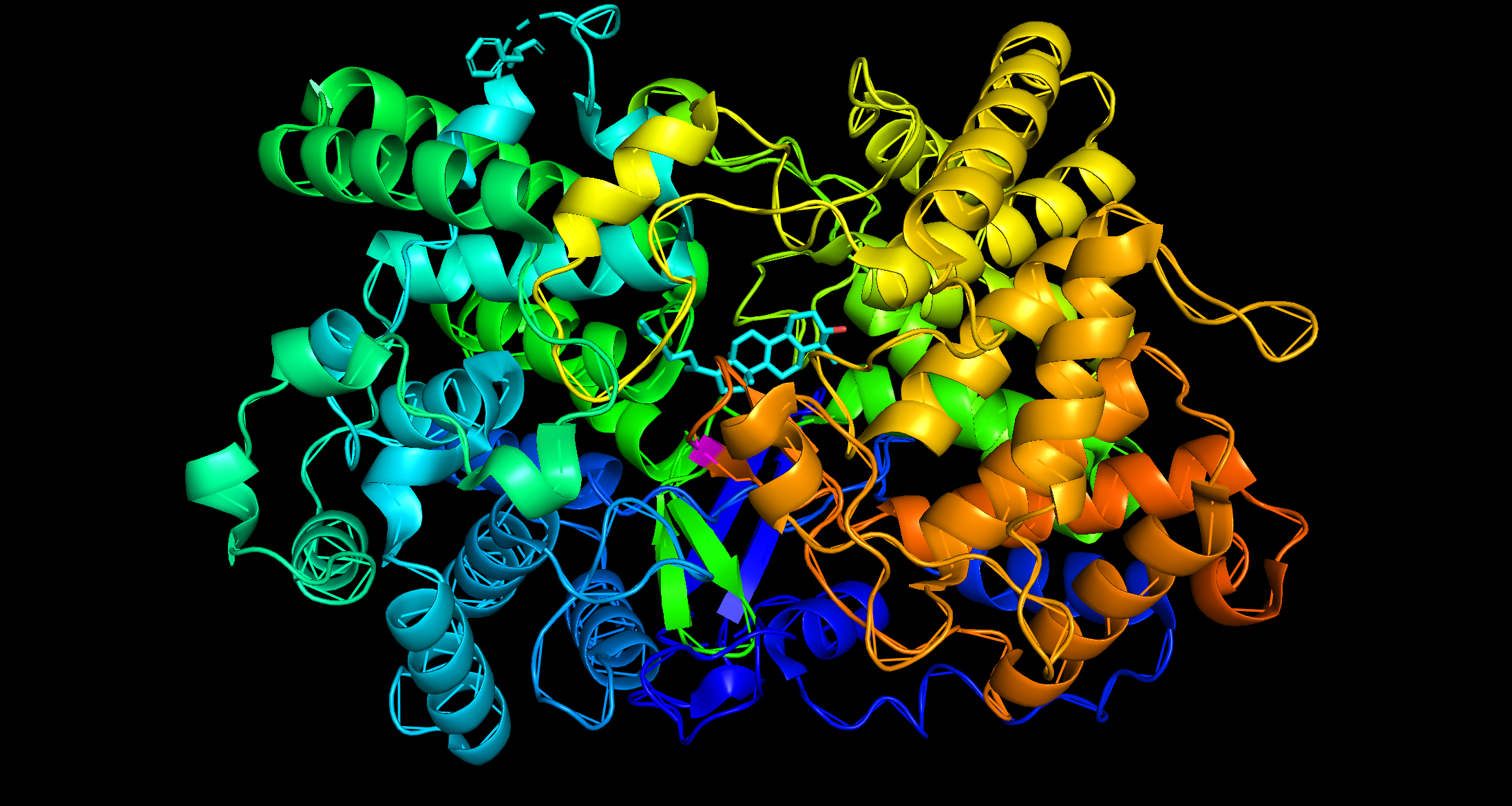
Die Kristallstruktur einer Oxidosqualencyclase, gefärbt nach Sekundärstruktur mit ihrem Produkt Lanosterin (Türkis) im zentralen aktiven Zentrum des Enzyms. Die vier für das Produkt charakteristischen Ringe sind zu sehen, sowie die Hydroxygruppe (Rot) am Ende des Moleküls.

Oxidosqualencyclasen (OSC) sind Enzyme aus der Enzymklasse der Isomerasen, die an Cyclisierungsreaktionen von 2,3-Oxidosqualen zu Sterinen oder cyclischen Triterpenen beteiligt sind.
Zwei wichtige Vertreter von Oxidosqualencyclasen bei der Biosynthese von Sterinen sind die Cycloartenolsynthase (CAS), die in Pflanzen die Synthese von Cycloartenol katalysiert und die Lanosterinsynthase (LAS) die in Tieren und Pilzen für die Bildung von Lanosterin notwendig ist.
Bei Pflanzen sind mehr als 100 verschiedene Triterpengerüste bekannt, die alle aus 2,3-Oxidosqualen gebildet werden. Bis 2014 waren mehr als 80 Oxidosqualencyclasen aus Pflanzen funktionell charakterisiert. Der Mechanismus der enzymatischen katalytischen Aktivität entspricht dem der Cyclisierung von Squalen durch Squalencyclasen in Bakterien, beispielsweise der Squalen-Hopanoid-Cyclase aus Alicyclobacillus acidocaldarius.

## Struktur
Oxidosqualencyclase ist im Kristall ein monomeres Enzym, dessen aktives Zentrum aus einem Hohlraum zwischen zwei Fassdomänen besteht. In den meisten Organismen besteht das Enzym hauptsächlich aus sauren Aminosäuren. Die Reste im aktiven Zentrum bewirken, dass das Oxidosqualen eine gefaltete Konformation einnimmt, die der des Produkts ähnelt. Bei der Cycloartenol- im Lanosterinsynthase handelt es sich um eine Sessel-Boot-Sessel-Konformation, bei der Triterpen-Biosynthese liegt dagegen das Substrat in einer Sessel-Sessel-Sessel-Konformation vor.

## Biologische Funktion
Die Oxidosqualencyclase ist ein wichtiges Enzym der Cholesterinbiosynthese. Es katalysiert die Bildung von Lanosterin, das in weiteren Schritte in Cholesterin umgewandelt wird. Es ist darüber hinaus eine Vorstufe für Testosteron und Estradiol. Die Genexpression der Oxidosqualencyclase wird, wie auch die Expression weiterer Enzyme in der Cholesterinbiosynthese, durch das Sterol-Regulatory-Element-Binding-Protein (SREBP-2) reguliert.